# Ray Nicholson
Pour les articles homonymes, voir Nicholson.
Raymond Nicholson, dit Ray Nicholson, est un acteur américain né le 20 février 1992. Il est le fils de l'acteur Jack Nicholson,. Il apparaît notamment dans le film Désir fatal (2022) ou encore la série télévisée Panic

## Biographie
Raymond Broussard Nicholson est le fils de Jack Nicholson et Rebecca Broussard (en). Sa sœur ainée Lorraine Nicholson (en) a également été un temps actrice.
Après un rôle mineur dans le film La Revanche des losers (2006) de Dennis Dugan et quelques apparitions dans des courts métrages, il officie comme machiniste et assistant réalisateur sur Une virée à deux (2014) de Hernando Cortes Watson. Il joue à nouveau dans plusieurs courts métrages avant de décrocher un rôle dans le long métrage The Outsider de Martin Zandvliet sorti en 2018. Il apparait ensuite dans 4 épisodes de Mayans M.C., série dérivée de Sons of Anarchy.
En 2020, il tient un petit rôle dans Promising Young Woman d'Emerald Fennell. L'année suivante, il tient l'un des rôles principaux de la série Panic diffusée courant 2021 sur Prime Video. Il décroche par ailleurs un rôle dans le film Licorice Pizza de Paul Thomas Anderson.
En 2022, il est à l'affiche de Désir fatal de Neil LaBute et Une bague pour deux (Something from Tiffany's) de Daryl Wein
Parker Finn le choisit pour un rôle dans son film d'horreur Smile 2 (2024), en hommage à Jack Torrance, le personnage incarné par son père dans Shining (1980).

## Filmographie
Sauf indication contraire, les informations mentionnées dans cette section peuvent être confirmées par la base de données cinématographiques IMDb,  présente dans la section « Liens externes ».
- 2006 : La Revanche des losers (The Benchwarmers) de Dennis Dugan : Kid Catcher #1 Game #2
- 2013 : Ten Cups (court métrage) de Harrison Litvack
- 2015 : R.I.P. (série TV) - 1 épisode : Greg
- 2017 : Lexi and Micky (court métrage) de Che Walker : James
- 2017 : Mermaids (court métrage) de Thanika Jenjesda : Chase
- 2018 : The Outsider de Martin Zandvliet : le courtier américain
- 2018 : On Killer Robots (court métrage) de Lorraine Nicholson (en) : un officier
- 2018 : The Big Break (court métrage) de Gil Freston : Tyler Andrews
- 2018 : Samice (court métrage) d'Eva Vik : Y
- 2018-2019 : Mayans M.C. (série TV) - 4 épisodes : Hallorann
- 2019 : Where Are You de Valentina De Amicis et Riccardo Spinotti : Cedric
- 2020 : Connective Tissue (court métrage) d'Oliver Bernsen : Rudder
- 2020 : Promising Young Woman d'Emerald Fennell : Jim
- 2021 : Panic (série TV) - 10 épisodes : Ray Hall
- 2021 : Licorice Pizza de Paul Thomas Anderson : Ray
- 2022 : Désir fatal (Out of the Blue) de Neil LaBute
- 2022 : Une bague pour deux (Something from Tiffany's) de Daryl Wein
- 2023 : Gonzo Girl de Patricia Arquette
- 2023 : Fear the Night de Neil LaBute
- 2024 : I Love You Forever de Cazzie David et Elisa Kalani : Finn
- 2024 : Smile 2 de Parker Finn : Paul Hudson

- Borderline de Jimmy Warden
- 2025 : Novocaine de Dan Berk et Robert Olsen : Nathan Caine